# Sarcophaga robustispinosa
Sarcophaga robustispinosa är en tvåvingeart som beskrevs av Sugiyama, Shinonaga och Tadao Kano 1990. Sarcophaga robustispinosa ingår i släktet Sarcophaga och familjen köttflugor. Inga underarter finns listade i Catalogue of Life.